# Cruz de Nueva Zelanda
La Cruz de Nueva Zelanda (NZC) es el premio más alto de Nueva Zelanda por la valentía civil.  Fue instituido por Royal Warrant el 20 de septiembre de 1999 como parte del movimiento para reemplazar los premios de valentía británicos con un sistema de Bravery autóctono de Nueva Zelanda. La medalla, que podrá otorgarse a título póstumo, se otorga en reconocimiento a "actos de gran valentía en situaciones de peligro extremo". La medalla es principalmente un premio civil, pero también se otorga a los miembros de las fuerzas armadas que realizan actos de valentía en circunstancias no operativas (dado que los premios de galantería de Nueva Zelanda sólo se puede otorgar "mientras esté involucrado en la guerra y el servicio operativo bélico (incluido el mantenimiento de la paz)".
Las barras se otorgan en reconocimiento a la realización de otros actos de valentía que merecen el premio. Los destinatarios tienen derecho a las letras postnominales "NZC". Esta medalla reemplazó el premio George Cross con respecto a actos de valentía en Nueva Zelanda o que merecieran reconocimiento. El diseño de esta medalla se basó en la Cruz de Nueva Zelanda original (1869), aunque con un cambio de color de la cinta para diferenciarla de la Cruz Victoria.

## Apariencia
La Cruz de Nueva Zelanda es similar en diseño a la Cruz de Nueva Zelanda original (1869) . La decoración es una cruz de plata de 52 milímetros de alto, 38 milímetros de ancho, con una estrella dorada de seis puntas en cada miembro. En el centro están las palabras "Nueva Zelanda" dentro de una corona de helecho dorado. La cruz coronada por una corona de San Eduardo de oro que está unida por un anillo y una 'V' serifa a una barra adornada con hojas de helecho de oro, a través de la cual pasa la cinta. En el reverso está inscrito "POR LA VALIENTE - MO TE MAIA".

## Otorgadas

### Jacinda Margaret Amey[4]
El 24 de abril de 1992, Jacinda Amey era uno de los cinco miembros de un equipo del Servicio Meteorológico, estacionado en la remota isla subantártica de Campbell., que estaban buceando cuando uno de ellos, Mike Fraser, fue atacado por un tiburón, que se cree que es un puntero blanco. Los otros nadadores, además de Amey, nadaron hasta la orilla. Amey esperó hasta que el tiburón se alejó del Fraser y luego fue en su ayuda y lo remolcó a la orilla. El Fraser había perdido su antebrazo derecho y su antebrazo izquierdo estaba severamente lacerado y parecía estar roto. Tenía problemas para respirar y necesitaba tratamiento médico urgente. Después de llevarlo a la costa, Amey se unió al resto del equipo para hacer lo que pudieron por el Fraser hasta que pudiera ser trasladado a Nueva Zelanda. La Sra. Amey mostró un gran coraje y valentía con total desprecio por su propia seguridad al acudir en ayuda del Fraser.

### Reginald John Dixon[5]
El 9 de junio de 1995, John Dixon, de 47 años, y su esposa eran pasajeros del Vuelo 703 de Ansett New Zealand. cuando el avión se estrelló en Tararua Ranges cerca de Palmerston North. Dixon escapó de los escombros con fracturas. Sin embargo, a pesar de sus heridas, regresó a la aeronave para ayudar a otros pasajeros atrapados en los escombros. Como resultado de esta acción desinteresada, sufrió quemaduras graves cuando se produjo un incendio repentino en el ala izquierda de la aeronave cerca de un agujero en el fuselaje del que estaba ayudando a los pasajeros a escapar. Fue hospitalizado y sometido a cirugía e injertos de piel. Dixon permaneció en coma, y aunque mejoró algo inicialmente, su condición empeoró y murió dos semanas después, la cuarta víctima del accidente. La situación en la que se encontraba Dixon era sumamente peligrosa y mostró una gran valentía al regresar a la aeronave, aunque herido. para ayudar a otros pasajeros que posteriormente resultaron en la pérdida de su propia vida. Su valentía sin duda aseguró que la pérdida de vidas no fuera mayor.